# ATC-kod V09: Diagnostiska radiofarmaka
ATC-kod V09: Diagnostiska radiofarmaka är en del av klassificeringssystemet ATC (Anatomical Therapeutic Chemical Classification System) för läkemedel och vissa andra medicinska produkter. ATC utvecklas av WHO och består av alfanumeriska koder indelade i grupper utifrån anatomi, medicinsk funktion och läkemedelstyp på 5 olika kodnivåer. Denna sida utgör innehållet i en specifik grupp på nivå 2.

## V09ACentrala nervsystemet

### V09AATeknetium(99mTc)-föreningar
V09AA01 Teknetium(99mTc)exametazim
V09AA02 Teknetium(99mTc)bicisatdihydroklorid

### V09ABJod(123I)-föreningar
V09AB01 Jodjofetamin(123I)
V09AB02 Jodjoloprid(123I)
V09AB03 Jodjoflupan(123I)

### V09AX Övriga diagnostiskaradiofarmakaför det centrala nervsystemet
V09AX01 Indium(111In)pentetsyra
V09AX03 Jod(124I)-2β-karbometoxi-3β-(4-jodfenyl)-tropan
V09AX04 Flutemetamol(18F)
V09AX05 Florbetapir(18F)

## V09BSkelett

### V09BATeknetium(99mTc)-föreningar
V09BA01 Teknetium(99mTc)oxidronsyra
V09BA02 Teknetium(99mTc)medronat
V09BA03 Teknetium(99mTc)pyrofosfat
V09BA04 Teknetium(99mTc)butedronsyra

## V09CRenala systemet

### V09CATeknetium(99mTc)-föreningar
V09CA01 Teknetium(99mTc)pentetsyra
V09CA02 Teknetium(99mTc)succimer
V09CA03 Teknetium(99mTc)mertiatid
V09CA04 Teknetium(99mTc)gluceptat
V09CA05 Teknetium(99mTc)glukonat

### V09CX Övriga diagnostiska radiofarmaka för det renala systemet
V09CX01 Natriumjodhippurat(123I)
V09CX02 Natriumjodid(131I)hippurat
V09CX03 Natriumjotalamat(125I)
V09CX04 Krom(51Cr)edetat

## V09DHepatiskaochretikuloendoteliala systemet

### V09DATeknetium(99mTc)-föreningar
V09DA01 Teknetium(99mTc)disofenin
V09DA02 Teknetium(99mTc)etifenin
V09DA03 Teknetium(99mTc)lidofenin
V09DA04 Teknetium(99mTc)mebrofenin
V09DA05 Teknetium(99mTc)galtifenin

### V09DBTeknetium(99mTc), partiklar och kolloider
V09DB01 Teknetium(99mTc)nanokolloid
V09DB02 Teknetium(99mTc)mikrokolloid
V09DB03 Teknetium(99mTc)millimikrosfärer
V09DB04 Teknetium(99mTc)tennkolloid
V09DB05 Teknetium(99mTc)svavelkolloid
V09DB06 Teknetium(99mTc)rheniumsulfidkolloid
V09DB07 Teknetium(99mTc)fytat

### V09DX Övriga radiofarmaka för diagnos av det hepatiska och retikuloendoteliala systemet
V09DX01 Selen(75Se)tauroselcholsyra

## V09EAndningsorganen

### V09EATeknetium(99mTc), inhalationer
V09EA01 Teknetium(99mTc)pentetsyra
V09EA02 Teknetium(99mTc)teknegas
V09EA03 Teknetium(99mTc)nanokolloid

### V09EBTeknetium(99mTc), partiklar för injektion
V09EB01 Teknetium(99mTc)makrosalb
V09EB02 Teknetium(99mTc)mikrosfärer

### V09EX Övriga diagnostiska radiofarmaka för andningsorganen
V09EX01 Krypton(81mKr)gas
V09EX02 Xenon(127Xe)gas
V09EX03 Xenon(133Xe)gas

## V09FTyreoidea

### V09FX Radiofarmaka för tyreoideadiagnostik
V09FX01 Natriumperteknetat(99mTc)
V09FX02 Natriumjodid(123I)
V09FX03 Natriumjodid(131I)

## V09GHjärtaoch kretslopp

### V09GATeknetium(99mTc)-föreningar
V09GA01 Teknetium(99mTc)sestamibi
V09GA02 Teknetium(99mTc)tetrofosmin
V09GA03 Teknetium(99mTc)teboroxim
V09GA04 Teknetium(99mTc)albumin, humant
V09GA05 Teknetium(99mTc)furifosmin
V09GA06 Teknetium(99mTc)tennmärkta celler
V09GA07 Teknetium(99mTc)apcitid

### V09GBJod(125I)-föreningar
V09GB01 Fibrinogen(125I)
V09GB02 Humant jod(125I)albumin

### V09GX Övriga diagnostiska radiofarmaka för detkardiovaskulära systemet
V09GX01 Tallium(201Tl)klorid
V09GX02 Indium(111In)imciromab
V09GX03 Natriumkromat(51Cr)

## V09HInflammations- ochinfektions-detektion

### V09HATeknetium(99mTc)-föreningar
V09HA01 Teknetium(99mTc)immunoglobulin, humant
V09HA02 Teknetium(99mTc)exametazimmärkta celler
V09HA03 Teknetium(99mTc)antigranulocyt antikropp
V09HA04 Teknetium(99mTc)sulesomab

### V09HBIndium(111In)-föreningar
V09HB01 Indium(111In)oxin
V09HB02 Indium(111In)tropolonatmärkta celler

### V09HX Övriga diagnostiska radiofarmaka för inflammations- och infektionsdetektion
V09HX01 Gallium(67Ga)citrat

## V09ITumör-detektion

### V09IATeknetium(99mTc)-föreningar
V09IA01 Teknetium(99mTc)antiCarcinoEmbryoAntigen antikropp
V09IA02 Teknetium(99mTc)antimelanom antikropp
V09IA03 Teknetium(99mTc)pentavalent succimer
V09IA04 Teknetium(99mTc)votumumab
V09IA05 Teknetium(99mTc)depreotid
V09IA06 Teknetium(99mTc)arcitumomab
V09IA07 Teknetium(99mTc)hynik-oktreotid
V09IA08 Teknetium(99mTc)etarfolatid
V09IA09 Teknetium(99mTc)tilmanocept

### V09IBIndium(111In)-föreningar
V09IB01 Indium(111In)pentetreotid
V09IB02 Indium(111In)satumomabpendetid
V09IB03 Indium(111In)antiovariumkarcinom antikropp
V09IB04 Indium(111In)kapromabpentid

### V09IX Övriga diagnostiska radiofarmaka för tumördetektion
V09IX01 Jobenguan(123I)
V09IX02 Jobenguan(131I)
V09IX03 Jod(125I)-CC49-monoklonal antikropp
V09IX04 Fludeoxiglukos(18F)
V09IX05 Fluorodopa(18F)

## V09X Övriga diagnostiskaradiofarmaka

### V09XAJod(131I)-föreningar
V09XA01 Jod(131I)norkolesterol
V09XA02 Jodkolesterol(131I)
V09XA03 Jod(131I)humanalbumin
V09XA53 Jod(131I)tositumomab

### V09XX Diverse diagnostiska radiofarmaka
V09XX01 Cyanokobalamin(57Co)
V09XX02 Kobolt(58Co)cyanokobalamin
V09XX03 Selen(75Se)norkolesterol
V09XX04 Järn(59Fe)(III)citrat

### Engelska
- WHO Collaborating Centre for Drug Statistics Methodology - ATC Index
- WHO Collaborating Centre for Drug Statistics Methodology - ATCvet Index

### Svenska
- SIL online
- FASS.se - ATC
- FASS.se - Veterinär-ATC
- Sök läkemedelsfakta - Läkemedelsverket
- Socialstyrelsen : Klassifikationer
- Nationellt produktregister för läkemedel - NPL